# 国広あづさ
国広 あづさ（くにひろ あづさ）は、日本の女性漫画家。福島県相馬郡飯舘村出身。代表作は「七人のナナ」、「めっちゃキャン」。

## 作品
- 七人のナナ（原作：今川泰宏、週刊少年チャンピオン、秋田書店、全3巻）
- めっちゃキャン（原作：九十九森、月刊少年チャンピオン、秋田書店、全4巻）
- 僕とタコとスッポンと（コミック・ガンボ19号読切）
- じゅんさいもん（原作：九十九森、プレイコミック、秋田書店、全1巻）
- コミック ハダカの美奈子（原作：美奈子、ヤングチャンピオン、秋田書店、全1巻）

## アシスタント
- 松浦だるま